# Machaerium
A Machaerium a hüvelyesek (Fabales) rendjébe tartozó pillangósvirágúak (Fabaceae)családjában a Dalbergieae nemzetségcsoport egyik nemzetsége mintegy 130 ismert fajjal (2006-ban).

## Származása, elterjedése
A nemzetség amfiatlantikus: a fajok többsége Közép- és Dél-Amerika trópusi és mérsékelt égövi részein él Mexikótól Brazíliáig — néhány kivétellel, mint például:
- egy faj (Machaerium quinatum) elterjedési területe dél felé eléri Argentínát,
- egy faj (Machaerium isadelphum) Trinidad és Tobago szigetein él;
- egy faj (Machaerium lunatum) pedig Afrika nyugati partvidékén.

Ecuadorban 13 faja él.

## Megjelenése, felépítése
A fajok között bokrok, fák és folyondárok is előfordulnak.

## Életmódja
A legtöbb faj a tengerszint közelében (500–900 m-ig) él; és csak néhány kapaszkodik föl ennél magasabbra, legfeljebb 1700 méterig.

## Felhasználása
A Machaerium és Dalbergia nemzetségek több fajának (például a Machaerium scleroxylon) fája értékes, szép színű és rajzolatú bútorfa. Ezeket együtt paliszander néven említik. Gyakran használják megnevezésükre a „jacaranda” szót is, ez azonban rendkívül félrevezető, mert a zsakaranda (Jacaranda) egy rendszertanilag meglehetősen távol eső család, a szivarfafélék (Bignoniaceae) egyik nemzetsége, fája pedig nem különösebben értékes.
Egyes fajait (például a Machaerium lunatumot) dísznövénynek ültetik.